# Jacqueline Beer
Ne doit pas être confondu avec Jacqueline Bir.
 (janvier 2024).
Si vous disposez d'ouvrages ou d'articles de référence ou si vous connaissez des sites web de qualité traitant du thème abordé ici, merci de compléter l'article en donnant les références utiles à sa vérifiabilité et en les liant à la section « Notes et références ».
Pour les articles homonymes, voir Beer.
Jacqueline Beer, née à Paris le 14 octobre 1932, est une actrice française naturalisée américaine de cinéma et de télévision.

## Biographie
Elle reçoit en 1954 le titre de Miss Universe France, d'un comité différent de l'actuel, et représente la France à l'élection de Miss Univers 1954, où elle se classe dans les 15 premières.
En 1991, Jacqueline Beer épouse l'ethnographe norvégien Thor Heyerdahl, qu’elle avait rencontré à Guimar, sur l’île de Tenerife.
Elle participe à ses travaux en utilisant notamment ses talents en tant que photographe amateur.
Après la mort de Thor en 2002, elle reste très active auprès du Centre de recherche portant le nom de son mari, situé à Aylesbury, en Grande-Bretagne, au sein notamment du groupe de direction.

## Filmographie
- 1956 : Screaming Eagles : Marianne, French refugee
- 1956 : Si j'épousais ma femme (That Certain Feeling) : Model
- 1957 : Short Cut to Hell : Waitress
- 1959 : Pillow Talk : Yvette
- 1963 : Pas de lauriers pour les tueurs (The Prize) : Monique Souvir, Dr. Claude's 'Secretary'
- 1966 : Made in Paris : Denise Marton
- 1979 : Terreur à bord ("The French Atlantic Affair") (feuilleton TV) : Madam Grilley